# The Yes Men Fix the World
The Yes Men Fix the World (2009) är en dokumentärfilm av gruppen The Yes Men. Filmen hade premiär i New York City och Los Angeles den 23 oktober. På grund av att filmen blivit stämd av United States Chamber of Commerce har de valt att distribuera filmen via bittorrent och The Pirate Bay.